# Ratusz w Lądku-Zdroju
Ratusz w Lądku-Zdroju – wybudowany w roku 1872 zabytkowy ratusz, położony na lądeckim rynku, obecnie siedziba władz miejskich i Urzędu Stanu Cywilnego.

## Historia
Pierwszy ratusz w Lądku istniał już w roku 1537, został on zniszczony w pożarze w 1739 roku. Ratusz szybko odbudowano, jednak i ten strawiły pożary w latach 1784 i 1804. W roku 1872 obiekt gruntownie przebudowano. Ostatnia przebudowa zatarła większość pierwotnych cech budowli.

Decyzją wojewódzkiego konserwatora zabytków z dnia 21 września 1983 roku ratusz został wpisany do rejestru zabytków. 

## Architektura
Wzniesiona w 1872 roku eklektyczna budowla w niczym nie przypomina poprzedniego ratusza. Założony na planie prostokąta, trzykondygnacyjny okazały budynek nakryty jest blaszanym, czterospadowym dachem ozdobionym trójkątnymi neobarokowymi szczytami. Na frontowej fasadzie wyrasta ośmioboczna wieża nakryta ostrosłupowym blaszanym hełmem. Budynek zdobią fryzy, gzymsy i obramienia okienne.
Obok ratusza, po jego wschodniej stronie, stoi kamienny pręgierz, przeniesiony w to miejsce po 1964 roku ze wsi Skrzynka. Po zachodniej stronie ratusza znajduje się kolumna Trójcy Świętej, wzniesiona przez Michaela Klahra w latach 1739–1741.

## Galeria

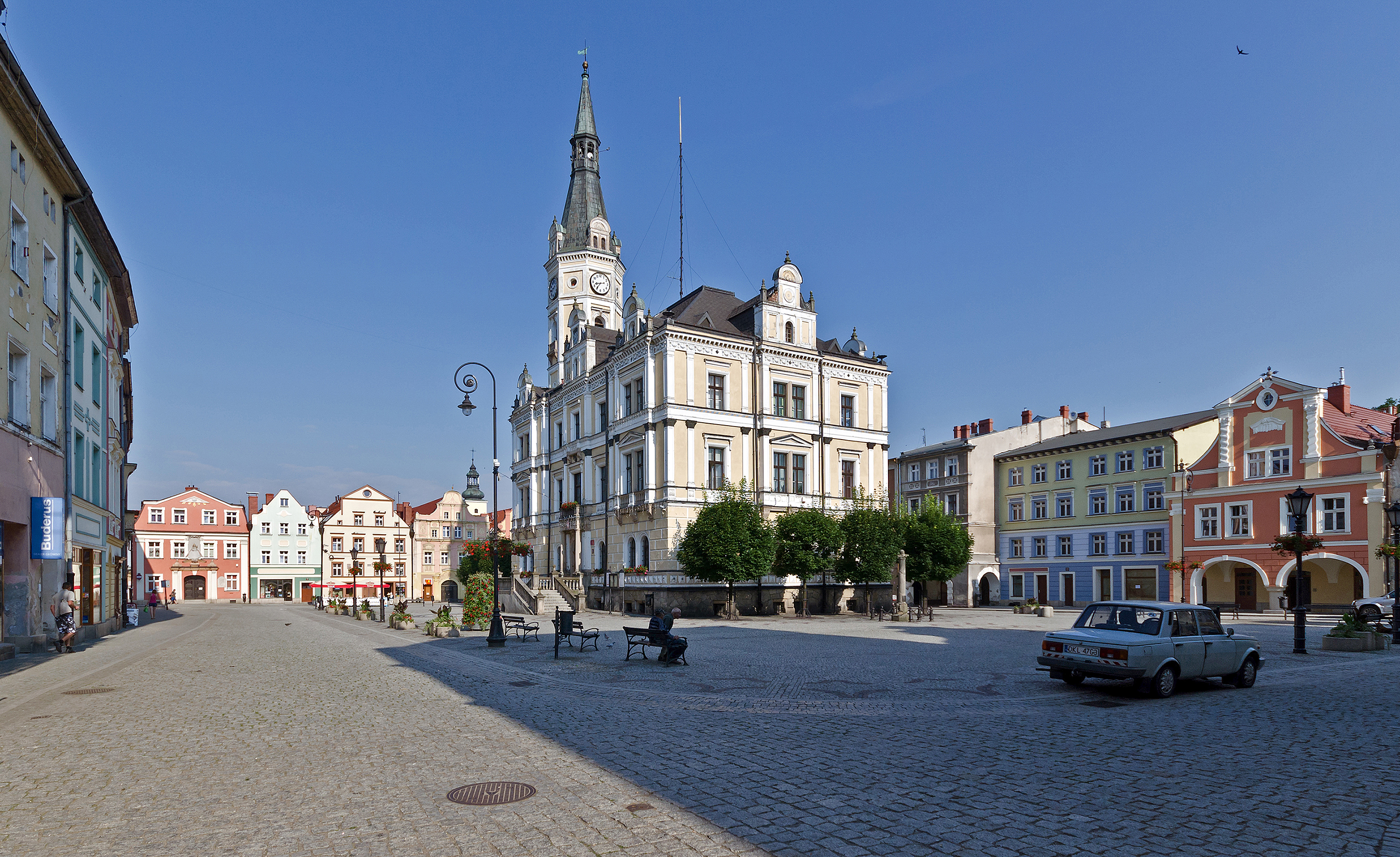
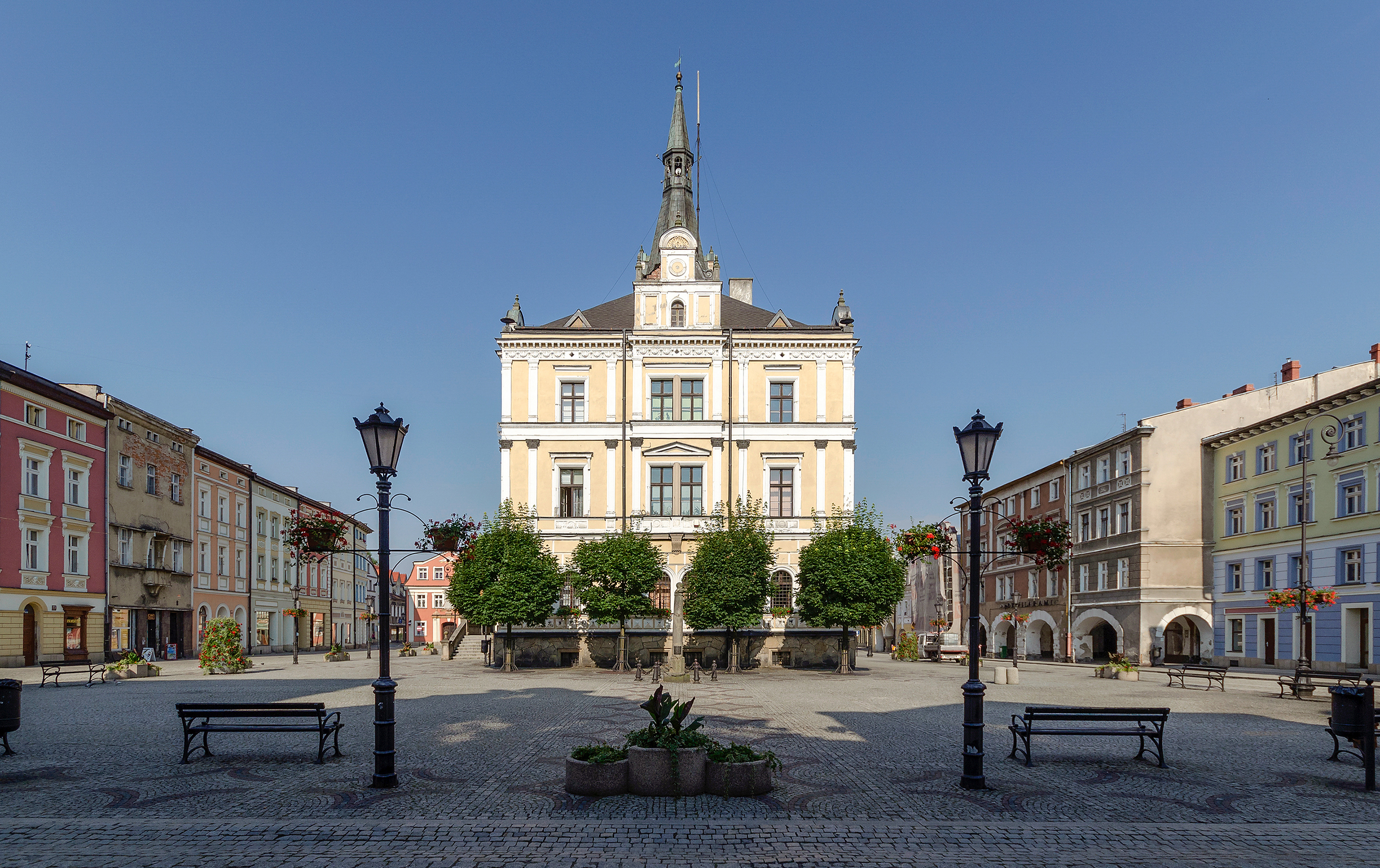
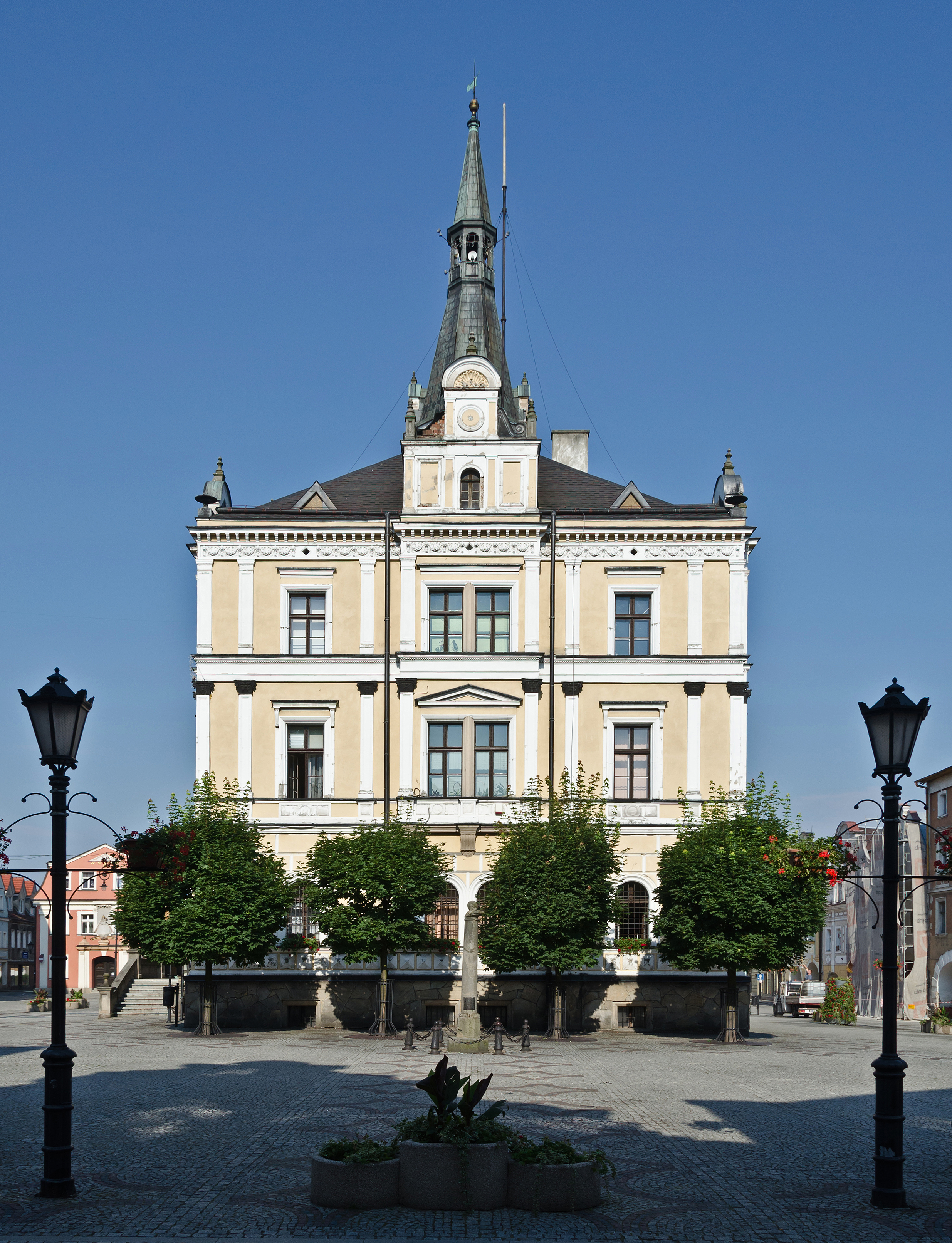
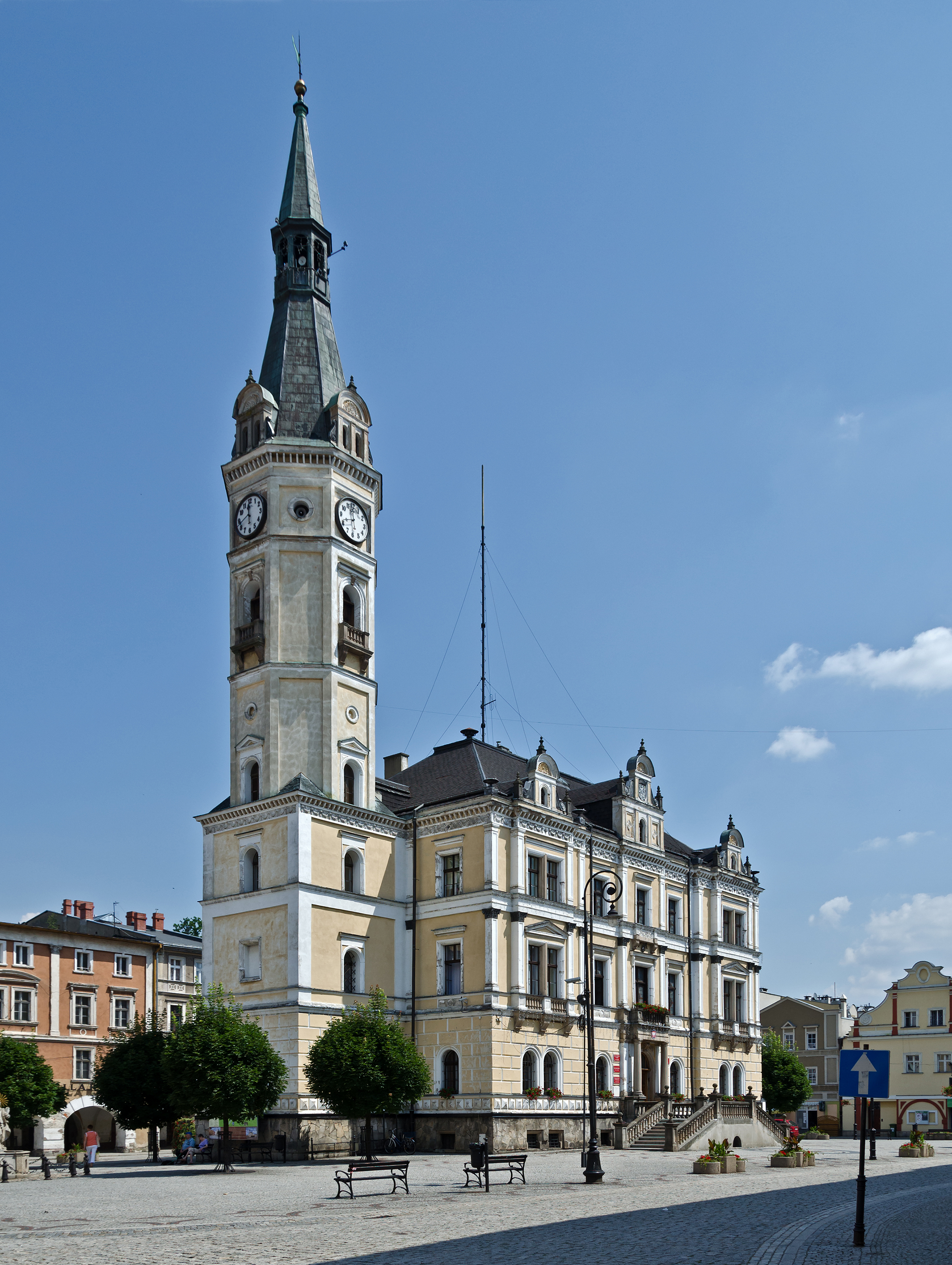
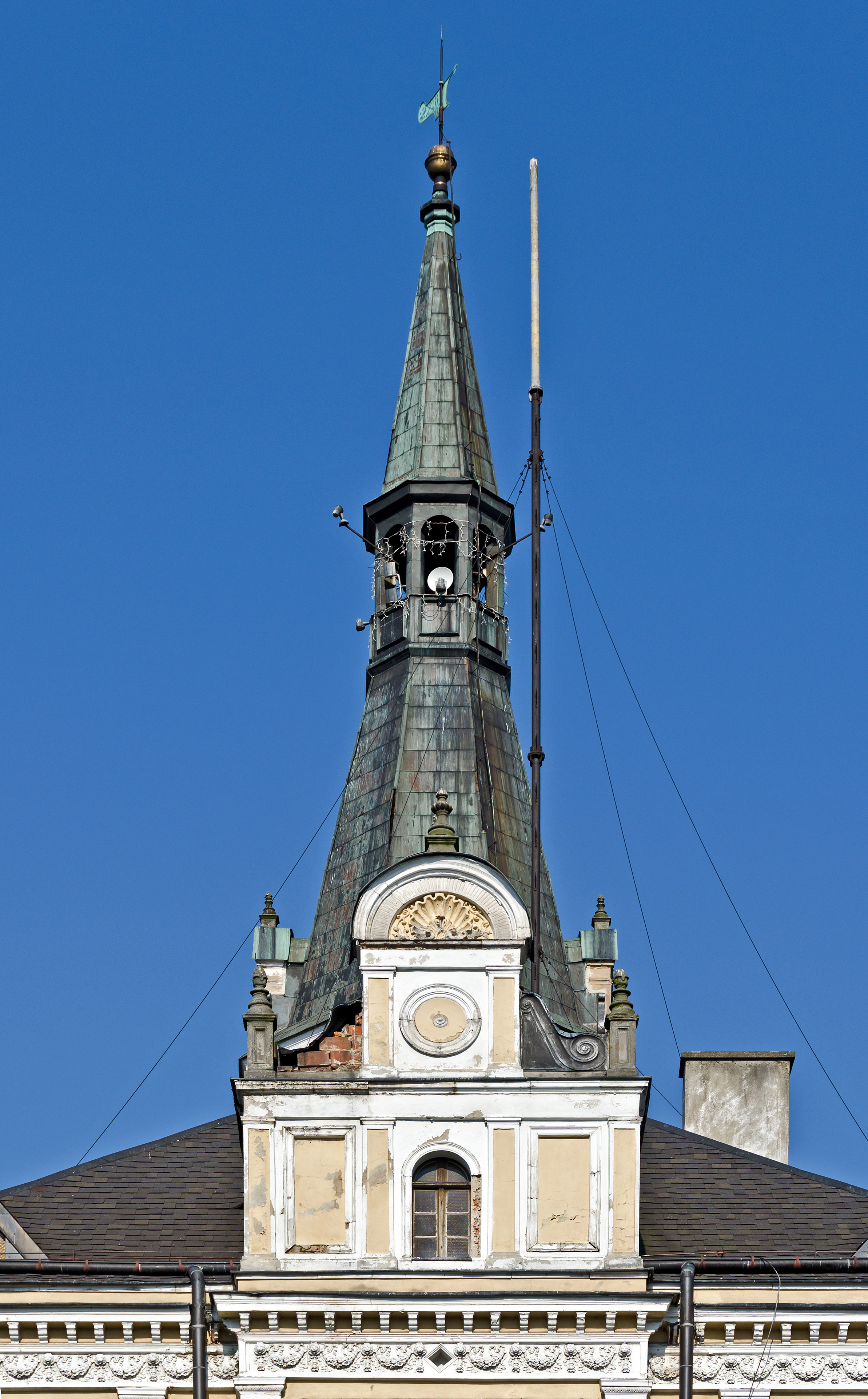
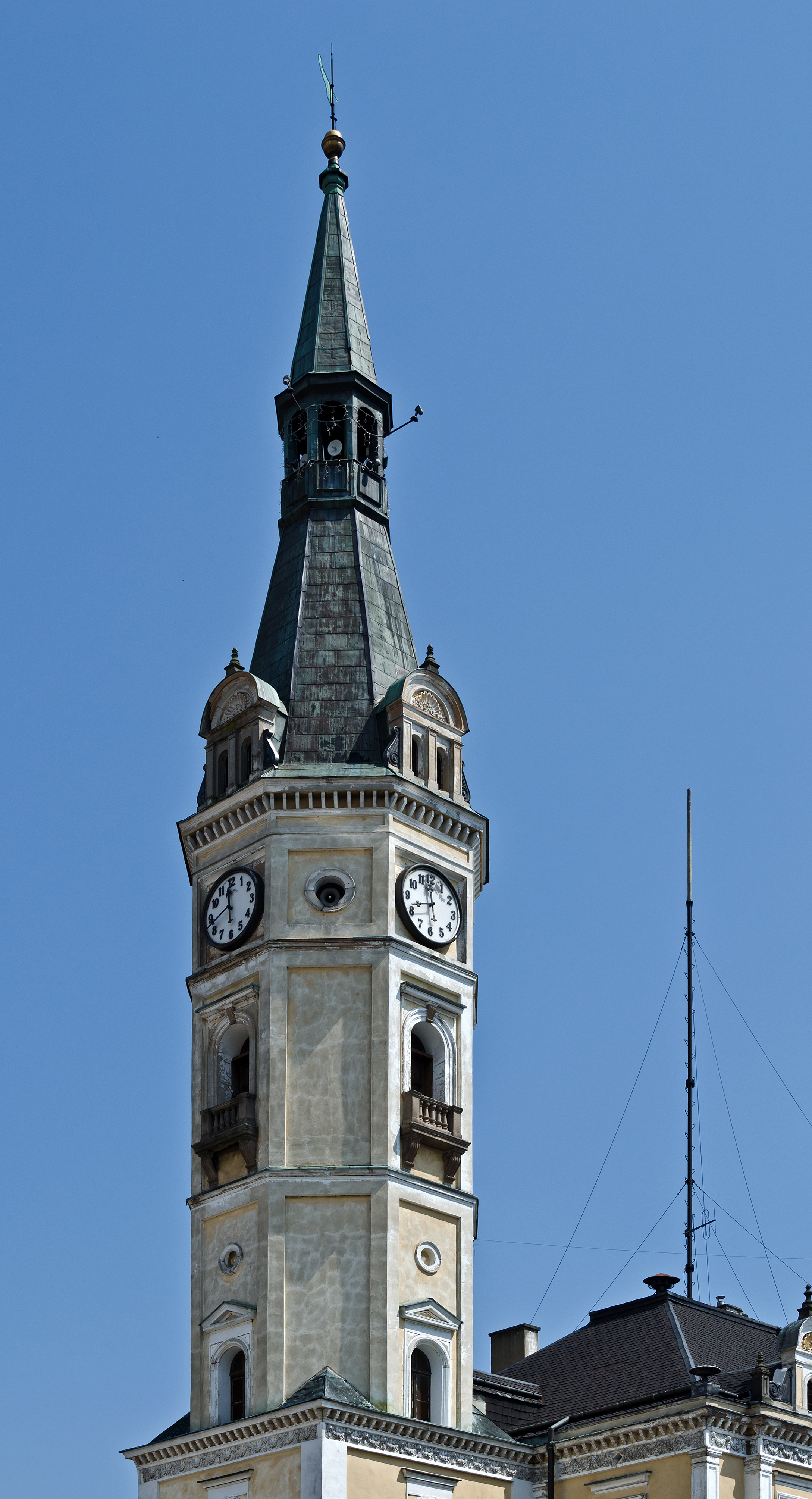
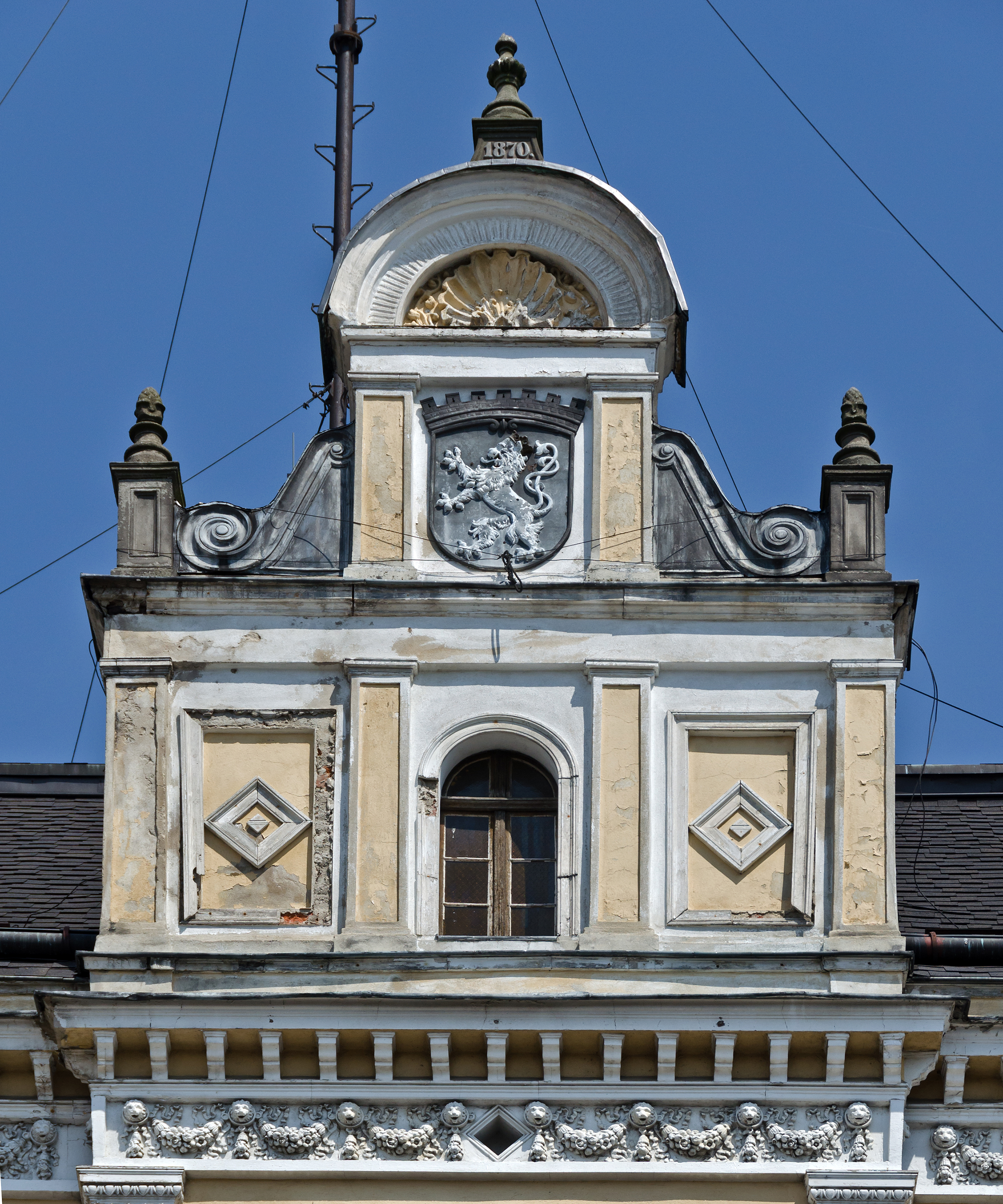
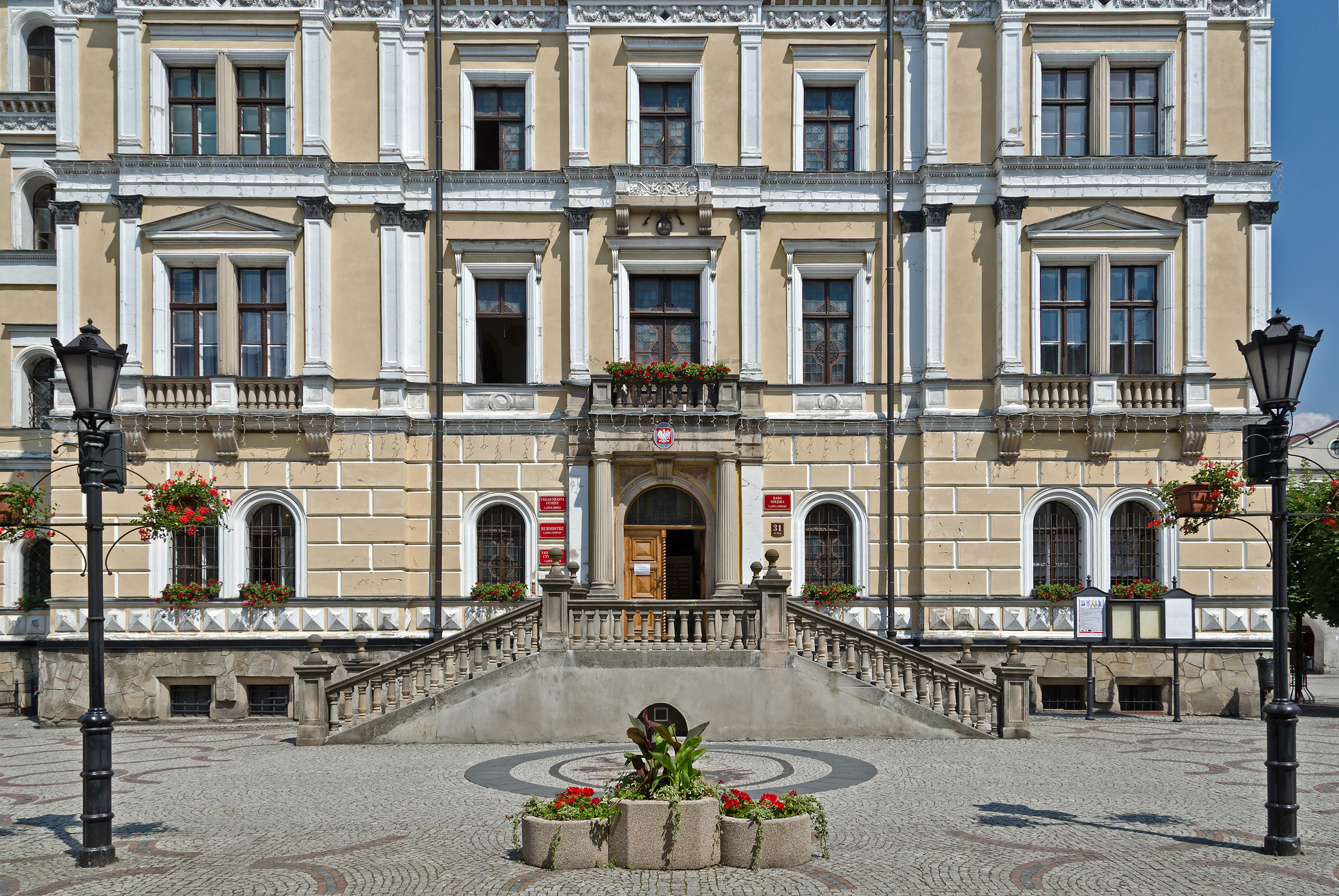
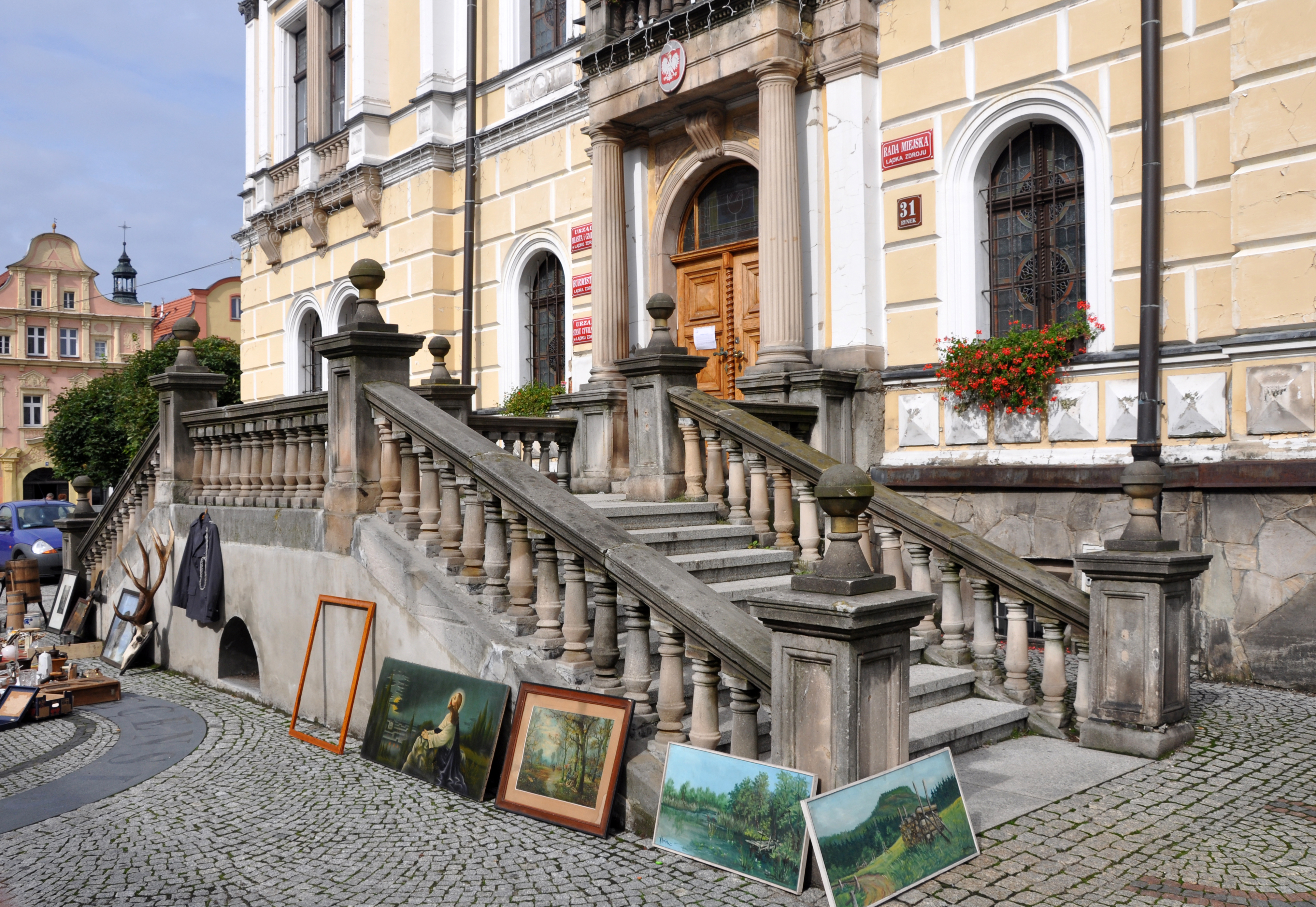
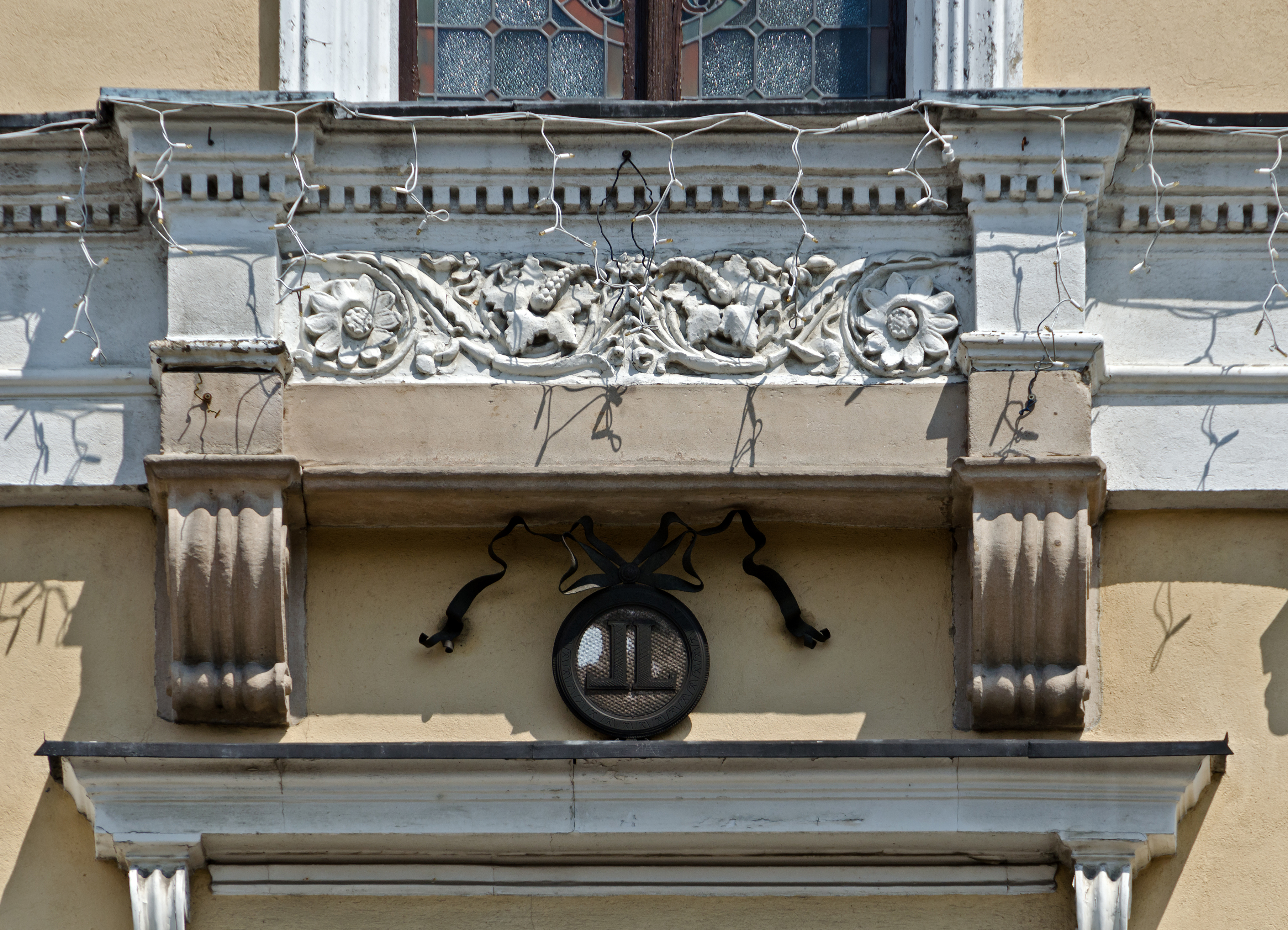